# Pular
Cet article concerne la langue d'Afrique de l'Ouest. Pour le volcan, voir Pular (volcan).
Ne doit pas être confondu avec Pulaar.
Le pular est une variété du peul, parlée par les Peuls, principalement en Guinée, mais aussi en Guinée-Bissau, au Mali et en Sierra Leone.

## Nom
Le pular est aussi appelé foula fouta, fouta djallon, fulbe, fulfulde jalon, fullo fuuta, futa fula, futa jallon, fuuta jalon, jalon, poular.

## Description
Le pular emprunte beaucoup à l'arabe.
Il y avait par le passé une importante littérature en pular, mais il en reste peu de traces.

## Utilisation
Certains locuteurs du pular utilisent le maninkakan de l'Est et le soussou comme langue seconde, quant au pular, il est largement la langue principale du fouta djallon (l'espace occupé par l'ancien royaume du théocratique) et est parfois utilisé comme langue seconde par les locuteurs du kakabé.

## Dialectes
Le pular possède les dialectes du fula peta, kebu fula et krio fula, ce dernier emprunte beaucoup au langues sierra-léonaises.

## Écriture
Le pular peut s'écrire grâce à l'alphabet latin, l'alphabet arabe et également l'alphabet adlam depuis sa création en 1989.